# Coppa del Mondo di biathlon 2007
La Coppa del Mondo di biathlon 2007 fu la trentesima edizione della manifestazione organizzata dall'Unione Internazionale Biathlon; ebbe inizio il 29 novembre 2006 a Östersund, in Svezia, e si concluse il 18 marzo 2007 a Chanty-Mansijsk, in Russia. Nel corso della stagione si tennero ad Anterselva i Campionati mondiali di biathlon 2007, validi anche ai fini della Coppa del Mondo, il cui calendario non contemplò dunque interruzioni.
In campo maschile furono disputate 27 gare individuali e 5 a squadre, in 9 diverse località. Il tedesco Michael Greis si aggiudicò sia la coppa di cristallo, il trofeo assegnato al vincitore della classifica generale, sia la Coppa di sprint; il russo Dmitrij Jarošenko vinse la Coppa di inseguimento, il norvegese Ole Einar Bjørndalen quella di partenza in linea e il francese Raphaël Poirée quella di individuale. Bjørndalen era il detentore uscente della Coppa generale.
In campo femminile furono disputate 27 gare individuali e 5 a squadre, in 9 diverse località. La tedesca Andrea Henkel si aggiudicò sia la coppa di cristallo, sia quella di individuale; la svedese Anna Carin Olofsson vinse la Coppa di sprint, la tedesca Kati Wilhelm quelle di inseguimento e di partenza in linea. La Wilhelm era la detentrice uscente della Coppa generale.

## Uomini

### Risultati
| Data                                 | Località          | Nazione   | Spec. | Primo                                                                             | Secondo                                                                   | Terzo                                                                          |
| ------------------------------------ | ----------------- | --------- | ----- | --------------------------------------------------------------------------------- | ------------------------------------------------------------------------- | ------------------------------------------------------------------------------ |
| 30 novembre 2006                     | Östersund         | Svezia    | IN    | Ole Einar Bjørndalen                                                              | Andreas Birnbacher                                                        | Michael Greis                                                                  |
| 2 dicembre 2006                      | Östersund         | Svezia    | SP    | Ole Einar Bjørndalen                                                              | Dmitrij Jarošenko                                                         | Michael Greis                                                                  |
| 3 dicembre 2006                      | Östersund         | Svezia    | PU    | Ole Einar Bjørndalen                                                              | Dmitrij Jarošenko                                                         | Raphaël Poirée                                                                 |
| 8 dicembre 2006                      | Hochfilzen        | Austria   | SP    | Ole Einar Bjørndalen                                                              | Michael Greis                                                             | Matthias Simmen                                                                |
| 9 dicembre 2006                      | Hochfilzen        | Austria   | PU    | Ole Einar Bjørndalen                                                              | Dmitrij Jarošenko                                                         | Ivan Čerezov                                                                   |
| 10 dicembre 2006                     | Hochfilzen        | Austria   | RL    | Russia Ivan Čerezov Dmitrij Jarošenko Maksim Čudov Sergej Rožkov                  | Germania Michael Rösch Alexander Wolf Sven Fischer Andreas Birnbacher     | Francia Julien Robert Vincent Defrasne Ferréol Cannard Raphaël Poirée          |
| 14 dicembre 2006                     | Hochfilzen        | Austria   | SP    | Michael Greis                                                                     | Maksim Čudov                                                              | Björn Ferry                                                                    |
| 16 dicembre 2006                     | Hochfilzen        | Austria   | SP    | Raphaël Poirée                                                                    | Michael Rösch                                                             | Sven Fischer                                                                   |
| 17 dicembre 2006                     | Hochfilzen        | Austria   | RL    | Norvegia Emil Hegle Svendsen Frode Andresen Lars Berger Halvard Hanevold          | Russia Ivan Čerezov Maksim Čudov Dmitrij Jarošenko Nikolaj Kruglov        | Germania Ricco Groß Michael Rösch Sven Fischer Michael Greis                   |
| 4 gennaio 2007                       | Oberhof           | Germania  | RL    | Russia Ivan Čerezov Maksim Čudov Dmitrij Jarošenko Nikolaj Kruglov                | Germania Michael Rösch Sven Fischer Andreas Birnbacher Michael Greis      | Norvegia Ole Einar Bjørndalen Lars Berger Emil Hegle Svendsen Halvard Hanevold |
| 6 gennaio 2007                       | Oberhof           | Germania  | SP    | Nikolaj Kruglov                                                                   | Michael Greis                                                             | René-Laurent Vuillermoz                                                        |
| 7 gennaio 2007                       | Oberhof           | Germania  | PU    | Nikolaj Kruglov                                                                   | Dmitrij Jarošenko                                                         | Maksim Čudov                                                                   |
| 11 gennaio 2007                      | Ruhpolding        | Germania  | RL    | Norvegia Emil Hegle Svendsen Halvard Hanevold Frode Andresen Ole Einar Bjørndalen | Russia Ivan Čerezov Maksim Čudov Dmitrij Jarošenko Nikolaj Kruglov        | Germania Ricco Groß Michael Rösch Andreas Birnbacher Alexander Wolf            |
| 13 gennaio 2007                      | Ruhpolding        | Germania  | SP    | Ole Einar Bjørndalen                                                              | Halvard Hanevold                                                          | Emil Hegle Svendsen                                                            |
| 14 gennaio 2007                      | Ruhpolding        | Germania  | MS    | Ole Einar Bjørndalen                                                              | Emil Hegle Svendsen                                                       | Christoph Sumann                                                               |
| 18 gennaio 2007                      | Pokljuka          | Slovenia  | SP    | Alexander Wolf                                                                    | Björn Ferry                                                               | Emil Hegle Svendsen                                                            |
| 20 gennaio 2007                      | Pokljuka          | Slovenia  | PU    | Christoph Sumann                                                                  | Alexander Wolf                                                            | Vincent Defrasne                                                               |
| 21 gennaio 2007                      | Pokljuka          | Slovenia  | MS    | Christoph Sumann                                                                  | Vincent Defrasne                                                          | Andreas Birnbacher                                                             |
| Campionati mondiali di biathlon 2007 |                   |           |       |                                                                                   |                                                                           |                                                                                |
| 3 febbraio 2007                      | Anterselva        | Italia    | SP    | Ole Einar Bjørndalen                                                              | Michal Šlesingr                                                           | Andrij Deryzemlja                                                              |
| 4 febbraio 2007                      | Anterselva        | Italia    | PU    | Ole Einar Bjørndalen                                                              | Maksim Čudov                                                              | Vincent Defrasne                                                               |
| 6 febbraio 2007                      | Anterselva        | Italia    | IN    | Raphaël Poirée                                                                    | Michael Greis                                                             | Michal Šlesingr                                                                |
| 10 febbraio 2007                     | Anterselva        | Italia    | RL    | Russia Ivan Čerezov Maksim Čudov Dmitrij Jarošenko Nikolaj Kruglov                | Norvegia Halvard Hanevold Lars Berger Frode Andresen Ole Einar Bjørndalen | Germania Ricco Groß Michael Rösch Sven Fischer Michael Greis                   |
| 11 febbraio 2007                     | Anterselva        | Italia    | MS    | Michael Greis                                                                     | Andreas Birnbacher                                                        | Raphaël Poirée                                                                 |
| 1º marzo 2007                        | Lahti             | Finlandia | IN    | Raphaël Poirée                                                                    | Simon Fourcade                                                            | Alexander Wolf                                                                 |
| 3 marzo 2007                         | Lahti             | Finlandia | SP    | Raphaël Poirée                                                                    | Alexander Os                                                              | Hans Martin Gjedrem                                                            |
| 4 marzo 2007                         | Lahti             | Finlandia | PU    | Raphaël Poirée                                                                    | Michael Greis                                                             | Sven Fischer                                                                   |
| 8 marzo 2007                         | Oslo Holmenkollen | Norvegia  | IN    | Raphaël Poirée                                                                    | Michael Greis                                                             | Dmitrij Jarošenko                                                              |
| 10 marzo 2007                        | Oslo Holmenkollen | Norvegia  | PU    | Ole Einar Bjørndalen                                                              | Raphaël Poirée                                                            | Michael Greis                                                                  |
| 11 marzo 2007                        | Oslo Holmenkollen | Norvegia  | MS    | Ole Einar Bjørndalen                                                              | Raphaël Poirée                                                            | Sven Fischer                                                                   |
| 15 marzo 2007                        | Chanty-Mansijsk   | Russia    | SP    | Michael Rösch                                                                     | Maksim Čudov                                                              | Andrej Makoveev                                                                |
| 17 marzo 2007                        | Chanty-Mansijsk   | Russia    | PU    | Maksim Čudov                                                                      | Björn Ferry                                                               | Stian Eckhoff                                                                  |
| 18 marzo 2007                        | Chanty-Mansijsk   | Russia    | MS    | Ivan Čerezov                                                                      | Michael Greis                                                             | Sven Fischer                                                                   |

Legenda:

IN = individuale

SP = sprint

PU = inseguimento

MS = partenza in linea

RL = staffetta

### Classifiche

#### Generale
| Pos. | Nome                 | Nazione  | Punti |
| ---- | -------------------- | -------- | ----- |
| 1    | Michael Greis        | Germania | 794   |
| 2    | Ole Einar Bjørndalen | Norvegia | 736   |
| 3    | Raphaël Poirée       | Francia  | 709   |
| 4    | Ivan Čerezov         | Russia   | 673   |
| 5    | Dmitrij Jarošenko    | Russia   | 619   |
| 6    | Sven Fischer         | Germania | 618   |
| 7    | Björn Ferry          | Germania | 608   |
| 8    | Nikolaj Kruglov      | Russia   | 586   |
| 9    | Christoph Sumann     | Austria  | 552   |
| 10   | Halvard Hanevold     | Norvegia | 550   |

#### Sprint
| Pos. | Nome             | Nazione  | Punti |
| ---- | ---------------- | -------- | ----- |
| 1    | Michael Greis    | Germania | 299   |
| 2    | Björn Ferry      | Svezia   | 272   |
| 3    | Nikolaj Kruglov  | Russia   | 242   |
| 4    | Halvard Hanevold | Norvegia | 232   |
| 5    | Sven Fischer     | Germania | 223   |

#### Inseguimento
| Pos. | Nome                 | Nazione  | Punti |
| ---- | -------------------- | -------- | ----- |
| 1    | Dmitrij Jarošenko    | Russia   | 271   |
| 2    | Ole Einar Bjørndalen | Norvegia | 265   |
| 3    | Ivan Čerezov         | Russia   | 208   |
| 4    | Maksim Čudov         | Russia   | 200   |
| 5    | Michael Greis        | Germania | 191   |

#### Partenza in linea
| Pos. | Nome                 | Nazione  | Punti |
| ---- | -------------------- | -------- | ----- |
| 1    | Ole Einar Bjørndalen | Norvegia | 180   |
| 2    | Christoph Sumann     | Austria  | 153   |
| 3    | Raphaël Poirée       | Francia  | 147   |
| 4    | Ivan Čerezov         | Russia   | 145   |
| 5    | Vincent Defrasne     | Francia  | 139   |

#### Individuale
| Pos. | Nome              | Nazione   | Punti |
| ---- | ----------------- | --------- | ----- |
| 1    | Raphaël Poirée    | Francia   | 150   |
| 2    | Michael Greis     | Germania  | 135   |
| 3    | Ivan Čerezov      | Russia    | 105   |
| 4    | Michal Šlesingr   | Rep. Ceca | 103   |
| 5    | Dmitrij Jarošenko | Russia    | 797   |

#### Staffetta
| Pos. | Nazione   | Punti |
| ---- | --------- | ----- |
| 1    | Russia    | 196   |
| 2    | Norvegia  | 189   |
| 3    | Germania  | 178   |
| 4    | Austria   | 154   |
| 5    | Rep. Ceca | 144   |

#### Nazioni
| Pos. | Nazione  | Punti |
| ---- | -------- | ----- |
| 1    | Russia   | 6084  |
| 2    | Germania | 6059  |
| 3    | Norvegia | 5992  |
| 4    | Francia  | 5321  |
| 5    | Austria  | 5065  |

## Donne

### Risultati
| Data                                 | Località          | Nazione   | Spec. | Prima                                                                           | Seconda                                                                         | Terza                                                                           |
| ------------------------------------ | ----------------- | --------- | ----- | ------------------------------------------------------------------------------- | ------------------------------------------------------------------------------- | ------------------------------------------------------------------------------- |
| 29 novembre 2006                     | Östersund         | Svezia    | IN    | Irina Mal'gina                                                                  | Liv-Kjersti Eikeland                                                            | Zina Kocher                                                                     |
| 1º dicembre 2006                     | Östersund         | Svezia    | SP    | Magdalena Gwizdoń                                                               | Kati Wilhelm                                                                    | Martina Glagow                                                                  |
| 3 dicembre 2006                      | Östersund         | Svezia    | PU    | Linda Grubben                                                                   | Anna Carin Olofsson                                                             | Magdalena Gwizdoń                                                               |
| 8 dicembre 2006                      | Hochfilzen        | Austria   | SP    | Andrea Henkel                                                                   | Magdalena Gwizdoń                                                               | Kong Yingchao                                                                   |
| 9 dicembre 2006                      | Hochfilzen        | Austria   | PU    | Andrea Henkel                                                                   | Linda Grubben                                                                   | Anna Carin Olofsson                                                             |
| 10 dicembre 2006                     | Hochfilzen        | Austria   | RL    | Russia Anna Bogalij-Titovec Ol'ga Anisimova Irina Mal'gina Natal'ja Guseva      | Germania Martina Glagow Andrea Henkel Magdalena Neuner Kati Wilhelm             | Norvegia Tora Berger Ann Kristin Flatland Jori Mørkve Linda Grubben             |
| 13 dicembre 2006                     | Hochfilzen        | Austria   | IN    | Andrea Henkel                                                                   | Martina Glagow                                                                  | Oksana Chvostenko                                                               |
| 15 dicembre 2006                     | Hochfilzen        | Austria   | SP    | Anna Carin Olofsson                                                             | Sandrine Bailly                                                                 | Andrea Henkel                                                                   |
| 17 dicembre 2006                     | Hochfilzen        | Austria   | RL    | Francia Florence Baverel-Robert Delphyne Peretto Sylvie Becaert Sandrine Bailly | Russia Anna Bogalij-Titovec Tat'jana Moiseeva Anna Bulygina Natal'ja Guseva     | Cina Dong Xue Kong Yingchao Yin Qiao Liu Xianying                               |
| 3 gennaio 2007                       | Oberhof           | Germania  | RL    | Francia Florence Baverel-Robert Delphyne Peretto Sylvie Becaert Sandrine Bailly | Germania Martina Glagow Andrea Henkel Kathrin Hitzer Kati Wilhelm               | Cina Kong Yingchao Dong Xue Yin Qiao Liu Xianying                               |
| 5 gennaio 2007                       | Oberhof           | Germania  | SP    | Magdalena Neuner                                                                | Andrea Henkel                                                                   | Martina Glagow                                                                  |
| 7 gennaio 2007                       | Oberhof           | Germania  | PU    | Linda Grubben                                                                   | Sandrine Bailly                                                                 | Magdalena Neuner                                                                |
| 10 gennaio 2007                      | Ruhpolding        | Germania  | RL    | Russia Anna Bogalij-Titovec Ol'ga Anisimova Irina Mal'gina Natal'ja Guseva      | Germania Kathrin Hitzer Magdalena Neuner Simone Hauswald Kati Wilhelm           | Francia Florence Baverel-Robert Delphyne Peretto Sylvie Becaert Sandrine Bailly |
| 12 gennaio 2007                      | Ruhpolding        | Germania  | SP    | Sandrine Bailly                                                                 | Anna Carin Olofsson                                                             | Florence Baverel-Robert                                                         |
| 14 gennaio 2007                      | Ruhpolding        | Germania  | MS    | Anna Carin Olofsson                                                             | Kati Wilhelm                                                                    | Linda Grubben                                                                   |
| 17 gennaio 2007                      | Pokljuka          | Slovenia  | SP    | Anna Carin Olofsson                                                             | Tat'jana Moiseeva                                                               | Kati Wilhelm                                                                    |
| 19 gennaio 2007                      | Pokljuka          | Slovenia  | PU    | Kati Wilhelm                                                                    | Tat'jana Moiseeva                                                               | Natal'ja Sokolova                                                               |
| 21 gennaio 2007                      | Pokljuka          | Slovenia  | MS    | Oksana Chvostenko                                                               | Kati Wilhelm                                                                    | Tadeja Brankovič                                                                |
| Campionati mondiali di biathlon 2007 |                   |           |       |                                                                                 |                                                                                 |                                                                                 |
| 3 febbraio 2007                      | Anterselva        | Italia    | SP    | Magdalena Neuner                                                                | Anna Carin Olofsson                                                             | Natal'ja Guseva                                                                 |
| 4 febbraio 2007                      | Anterselva        | Italia    | PU    | Magdalena Neuner                                                                | Linda Grubben                                                                   | Anna Carin Olofsson                                                             |
| 7 febbraio 2007                      | Anterselva        | Italia    | IN    | Linda Grubben                                                                   | Florence Baverel-Robert                                                         | Martina Glagow                                                                  |
| 10 febbraio 2007                     | Anterselva        | Italia    | MS    | Andrea Henkel                                                                   | Martina Glagow                                                                  | Kati Wilhelm                                                                    |
| 11 febbraio 2007                     | Anterselva        | Italia    | RL    | Germania Martina Glagow Andrea Henkel Magdalena Neuner Kati Wilhelm             | Francia Florence Baverel-Robert Delphyne Peretto Sylvie Becaert Sandrine Bailly | Norvegia Tora Berger Ann Kristin Flatland Jori Mørkve Linda Grubben             |
| 28 febbraio 2007                     | Lahti             | Finlandia | IN    | Andrea Henkel                                                                   | Florence Baverel-Robert                                                         | Kati Wilhelm                                                                    |
| 2 marzo 2007                         | Lahti             | Finlandia | SP    | Martina Glagow                                                                  | Kati Wilhelm                                                                    | Ekaterina Jur'eva                                                               |
| 4 marzo 2007                         | Lahti             | Finlandia | PU    | Martina Glagow                                                                  | Kati Wilhelm                                                                    | Kathrin Hitzer                                                                  |
| 8 marzo 2007                         | Oslo Holmenkollen | Norvegia  | IN    | Andrea Henkel                                                                   | Ekaterina Jur'eva                                                               | Magdalena Neuner                                                                |
| 10 marzo 2007                        | Oslo Holmenkollen | Norvegia  | PU    | Magdalena Neuner                                                                | Andrea Henkel                                                                   | Kati Wilhelm                                                                    |
| 11 marzo 2007                        | Oslo Holmenkollen | Norvegia  | MS    | Magdalena Neuner                                                                | Kathrin Hitzer                                                                  | Ekaterina Jur'eva                                                               |
| 15 marzo 2007                        | Chanty-Mansijsk   | Russia    | SP    | Magdalena Neuner                                                                | Andrea Henkel                                                                   | Anna Carin Olofsson                                                             |
| 17 marzo 2007                        | Chanty-Mansijsk   | Russia    | PU    | Magdalena Neuner                                                                | Anna Carin Olofsson                                                             | Andrea Henkel                                                                   |
| 18 marzo 2007                        | Chanty-Mansijsk   | Russia    | MS    | Helena Ekholm                                                                   | Oksana Chvostenko                                                               | Kathrin Hitzer                                                                  |

Legenda:

IN = individuale

SP = sprint

PU = inseguimento

MS = partenza in linea

RL = staffetta

### Classifiche

#### Generale
| Pos. | Nome                    | Nazione  | Punti |
| ---- | ----------------------- | -------- | ----- |
| 1    | Andrea Henkel           | Germania | 870   |
| 2    | Kati Wilhelm            | Germania | 863   |
| 3    | Anna Carin Olofsson     | Svezia   | 860   |
| 4    | Magdalena Neuner        | Germania | 720   |
| 5    | Florence Baverel-Robert | Francia  | 671   |
| 6    | Linda Grubben           | Norvegia | 562   |
| 7    | Martina Glagow          | Germania | 551   |
| 8    | Sandrine Bailly         | Francia  | 530   |
| 9    | Oksana Chvostenko       | Ucraina  | 505   |
| 10   | Kathrin Hitzer          | Germania | 502   |

#### Sprint
| Pos. | Nome                | Nazione  | Punti |
| ---- | ------------------- | -------- | ----- |
| 1    | Anna Carin Olofsson | Svezia   | 351   |
| 2    | Kati Wilhelm        | Germania | 317   |
| 3    | Andrea Henkel       | Germania | 313   |
| 4    | Magdalena Neuner    | Germania | 285   |
| 5    | Sandrine Bailly     | Francia  | 254   |

#### Inseguimento
| Pos. | Nome                | Nazione  | Punti |
| ---- | ------------------- | -------- | ----- |
| 1    | Kati Wilhelm        | Germania | 284   |
| 2    | Magdalena Neuner    | Germania | 283   |
| 3    | Andrea Henkel       | Germania | 267   |
| 4    | Anna Carin Olofsson | Svezia   | 263   |
| 5    | Linda Grubben       | Norvegia | 232   |

#### Partenza in linea
| Pos. | Nome              | Nazione  | Punti |
| ---- | ----------------- | -------- | ----- |
| 1    | Kati Wilhelm      | Germania | 169   |
| 2    | Oksana Chvostenko | Ucraina  | 148   |
| 3    | Ekaterina Jur'eva | Russia   | 136   |
| 4    | Kathrin Hitzer    | Germania | 134   |
| 5    | Helena Ekholm     | Svezia   | 126   |

#### Individuale
| Pos. | Nome                    | Nazione  | Punti |
| ---- | ----------------------- | -------- | ----- |
| 1    | Andrea Henkel           | Germania | 140   |
| 2    | Anna Carin Olofsson     | Svezia   | 111   |
| 3    | Martina Glagow          | Germania | 109   |
| 4    | Florence Baverel-Robert | Francia  | 104   |
| 5    | Tora Berger             | Norvegia | 92    |

#### Staffetta
| Pos. | Nazione  | Punti |
| ---- | -------- | ----- |
| 1    | Francia  | 189   |
| 2    | Germania | 188   |
| 3    | Russia   | 180   |
| 4    | Norvegia | 166   |
| 5    | Cina     | 157   |

#### Nazioni
| Pos. | Nazione  | Punti |
| ---- | -------- | ----- |
| 1    | Germania | 6272  |
| 2    | Russia   | 5659  |
| 3    | Francia  | 5618  |
| 4    | Norvegia | 5351  |
| 5    | Cina     | 5208  |